# Тихоцькі

Герб Наленч, яким печаталися Тихоцькі

Тихоцькі (одн. пол. Cichocki, мн. пол. Cichoccy) — давній українсько-польський шляхетський і дворянський рід. За гербовником Каспера Несецького прослідковуються до середини XVI ст. Печаталися гербом Наленч.

## Походження
У гербовнику Несецького повідомляється, що рід походить з Подгужа (Підгір'я — пол. Podgórze). Однак по всій території сучасної Польщі існує понад 20 топонімічних об'єктів з такою назвою. Тому встановити, з якого саме Подгужа походять Тихоцькі, досить складно.
Імовірно, що це міг бути міщанський рід з міста Тарнів (нині Малопольське воєводство), котрий пізніше за невідомих ближче обставин отримав шляхетство. З тарнівських міщан, зокрема, походить Каспер Тихоцький (1545—1616) — богослов і полеміст, видатний діяч польської Контрреформації, краківський канонік, один із творців єзуїтської колегії в Сандомирі. Серед Тихоцьких також відомі інші релігійні діячі.
Назву Подгуже має також село на Холмщині (Люблінське воєводство), котра колись була частиною Червоної Русі, що входила до складу Галицько-Волинського князівства (пізніше — Руського королівства). Це дало підстави деяким дослідникам виводити Тихоцьких із галицької шляхти.
Софія Тихоцька (померла в 1628 р.) у К. Несецького помилково згадується як дружина Єжи Оссолінського (1595—1650) — воєводи сандомирського, згодом великого коронного канцлера Речі Посполитої.
Відомий також Ян Тихоцький (Ціхоцький), бургграф (градоначальник) перемишлянський; згадується у К. Несецького під 1678 роком.
Францішек Ціхоцький, син королівського секретаря Анджея, внук Людвіка, записав у 1762 році 8000 флоринів своїй майбутній дружині Софії Рудницькій, доньці Казимира.

## Тихоцькі в Україні та в Російській імперії
Анджей («Андрей Иванов сын») Тихоцький (кінець XVII  ст.— бл. 1759 р.) в 1712 році перейшов на російську службу. Мав родовий маєток у селі Тишки (сучасні Руські Тишки, Харківського району, Харківської області) Тишківської сотні Харківського слобідського козацького полку.

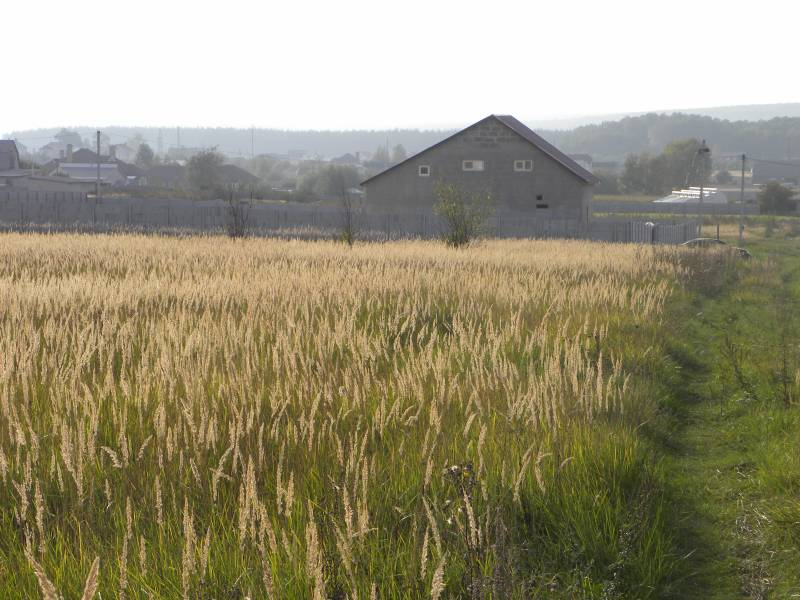
Село Руські Тишки. Сучасний вигляд

Служив сотником у Харківському козацькому полку. Помер під час походу російської армії на Пруссію в 1759 році. Залишив після себе численне потомство, серед яких були відомі військові і громадські діячі.
Два сини Анджея Тихоцького — секунд-майор Ізюмського гусарського полку Яків Андрійович Тихоцький (до 1736—1800 рр.) і георгіївський кавалер, полковник 1-го гусарського полку Павло Андрійович Тихоцький (задовго до 1763 — після 1809  року) стали одними з ініціаторів створення Харківського університету (1805). Павло Тихоцький у 1802 році підписав клопотання до російського імператора Олександра І про заснування цього навчального закладу.
Родовим гніздом Тихоцьких в Україні став Куп'янський повіт Харківської губернії (до 1797 року у складі Воронізької губернії). В XIX столітті Тихоцькі були крупними землевласниками і домовласниками в Російській імперії. Мали володіння в Харкові, Харківській, Воронізькій та Могилівській губерніях, а також на Кубані.
Серед Тихоцьких переважали військовослужбовці (в чинах від прапорщика до генерал-лейтенанта), зокрема військові інженери (в чинах від поручика до полковника), а також державні службовці (в цивільних чинах від губернського секретаря до дійсного статського радника).

## Нагороди

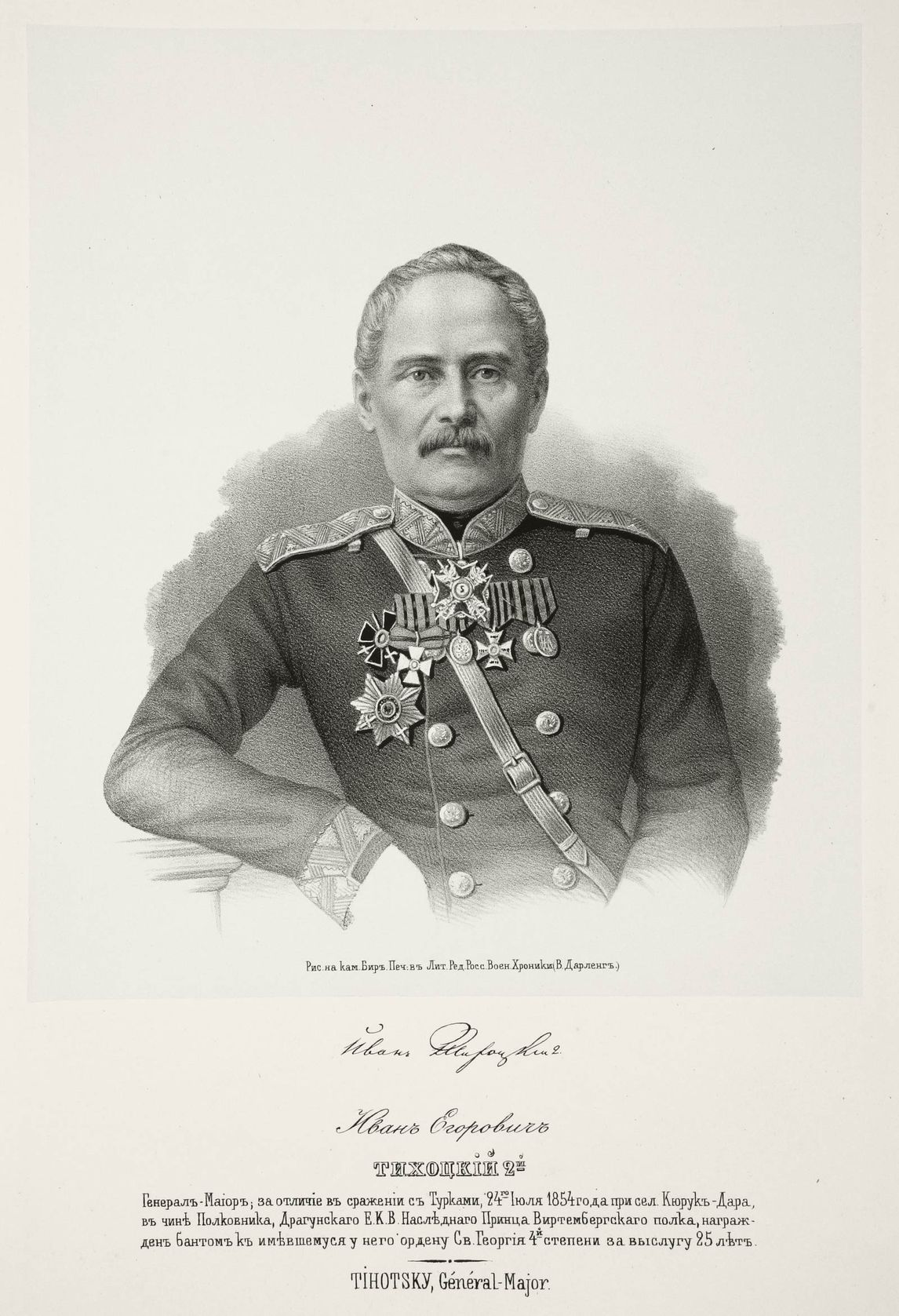
Генерал-лейтенант Іван Єгорович Тихоцький (1807—1865) — двічі георгіївський кавалер, нагороджений золотою шпагою «За хоробрість»

П'ятеро Тихоцьких, які служили в російській імператорській армії, були нагороджені Георгіївським хрестом, з них генерал-лейтенант Іван Єгорович Тихоцький (1807—1865) — двічі. А майор Олександр Федорович Тихоцький (1809—1853), ще будучи юнкером, за відвагу у війні проти персів у 1827 році отримав Відзнаку ордену Св. Георгія, котрою нагороджувалися «нижні чини».
Капітан Олександр Львович Тихоцький (1879—1918) — учасник російсько-японської і першої світової воєн, нагороджений почесною Георгіївською зброєю (шаблею з золотим руків'ям, написом «За хоробрість» і георгіївською стрічкою на ефесі).
Золотою шпагою з написом «За хоробрість» були нагороджені: учасник битви під Рущуком (1811), франко-російської війни 1812 року і закордонного походу російської армії 1813—1814 рр. майор Олексій Михайлович Тихоцький (1779 — після 1818) та вже згаданий генерал-лейтенант Іван Єгорович Тихоцький.
Майор Олексій Михайлович Тихоцький був також нагороджений пруським орденом «Pour le Mérite» («За заслуги»).
Орденом св. Анни IV ст. з написом «За хоробрість» були нагороджені: уже згадані Іван Єгорович та Олександр Львович Тихоцькі; молодший брат Івана Єгоровича — полковник Павло Тихоцький (1817 — після 1868), штабс-капітан Анатолій Якович Тихоцький (1829 — після 1857), військовий льотчик, штабс-капітан Олександр Сергійович Тихоцький (1886—1915).
Серед Тихоцьких та їхніх нащадків також є нагороджені орденами св. Володимира, св. Станіслава, медаллю Virtuti Militari, орденом Почесного Легіону.

## Благодійність, освіта

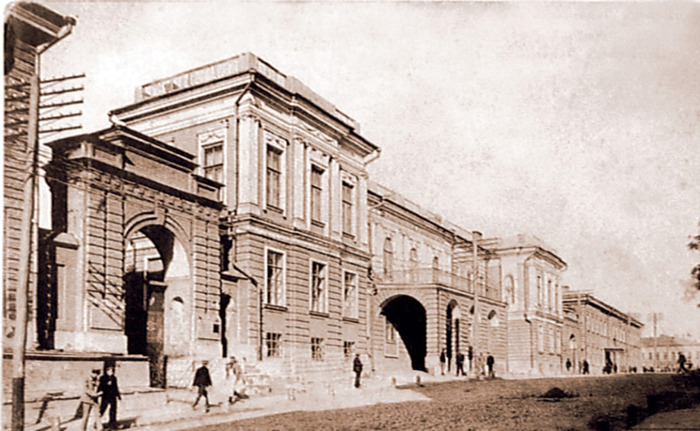
Харківський університет. Знімок кінця XIX ст.

Брати Яків і Павло Тихоцькі ініціювали створення Харківського університету — третього в Російській імперії після Московського (1755) і Казанського (1804). Збір коштів для побудови і відкриття університету в Харкові очолював син Якова Тихоцького — предводитель дворянства Куп'янського повіту Іван Якович Тихоцький (1772 — після 1820). Отримав за це подарунок від імператора Олександра І. В імператорському указі згадувалося, що гроші «були зібрані для блага просвіти без додаткового обтяження селян».
Пізніше в Харківському університеті були засновані «стипендії Тихоцьких».
Тихоцькі також опікувалися Харківським інститутом благородних дівиць, 1-ю Слобідсько-Українською гімназією, заснувавши фонди для підтримки незаможних студентів. Ім'я штабс-капітана Тихоцького згадується серед жертводавців на заснування Харківського ремісничого училища, спадкоємцем якого вважає себе нинішній Харківський електротехнічний технікум.
Відставний прапорщик Андрій Федорович Тихоцький (1771 — до 1835) і його брат Федір пожертвували 14 тисяч рублів на будівництво церкви в селі Тишки.
Відставний штаб-ротмістр і багатий харківський домовласник Сергій Павлович Тихоцький (1792 — до 1873) у своєму заповіті заснував дві стипендії для студентів Харківського університету у пам'ять про свою доньку Агафію. Він також заповідав 5000 рублів Куряжському монастирю, які пішли на облаштування Преображенського собору. Понад 13 тисяч рублів Сергій Тихоцький передав Харківській міській управі для допомоги бідним.

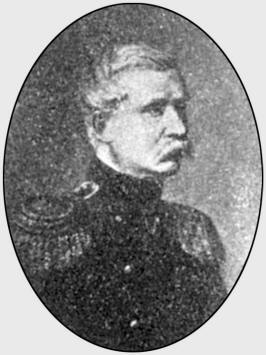
Сергій Георгійович Тихоцький (1807—1872) — учасник російсько-турецької (1828—1829) і Кримської (1853—1856) воєн, директор Полтавського Петровського кадетського корпусу

Син одного із засновників Харківського університету, Георгій Якович Тихоцький (1785 — після 1849) своїм коштом збудував в селі Верхня Дуванка Куп'янського повіту Харківської губернії (нині Сватівський район Луганської області) кам'яну церкву Благовіщення на місці старої дерев'яної, зведеної його дідом по матері, полковим осавулом Ізюмського слобідського козацького полку Андрієм Двигубським .
Маючи художній хист, Георгій Тихоцький особисто розписав цю церкву.
Його син, генерал-майор Сергій Георгійович Тихоцький (1807—1872) — учасник російсько-турецької (1828—1829) і Кримської (1853—1856) воєн, з 1859 по 1861 роки був директором Полтавського Петровського кадетського корпусу.
Олександр Іванович Тихоцький (1806 — після 1870) — державний чиновник, працював у державних установах, які займалися допомогою бідним. Відомий в Одесі колекціонер старовинних книг. В його колекції бла найдавніша друкована православна книга — «Часослов» 1491 року, надрукований в Кракові Фіолем Швайпольтом.
Олександр Олександрович Тихоцький (1853—1919) — учасник народницького руху, був засланий до Сибіру. Близько 1894 року разом із дружиною оселився в Єкатеринбурзі, де подружжя відкрило приватну публічну бібліотеку. Вона нараховувала близько 16 тисяч томів і була третьою за обсягом у місті. Бібліотека стала визначним культурним осередком, там збиралася прогресивна молодь і творчі люди. Бібліотека ця нині є філіалом Музею історії Єкатеринбургу і досі є місцем проведення різноманітних культурних і освітніх заходів.

## Спорідненість із іншими родами

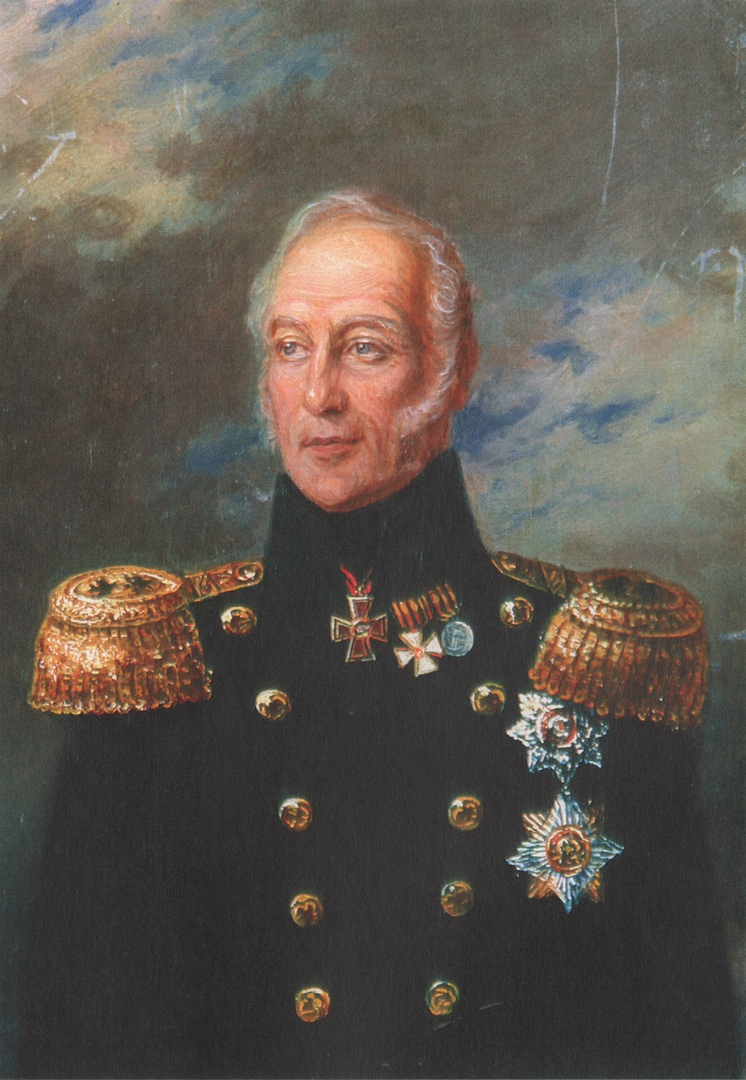
Адмірал П. Рікорд

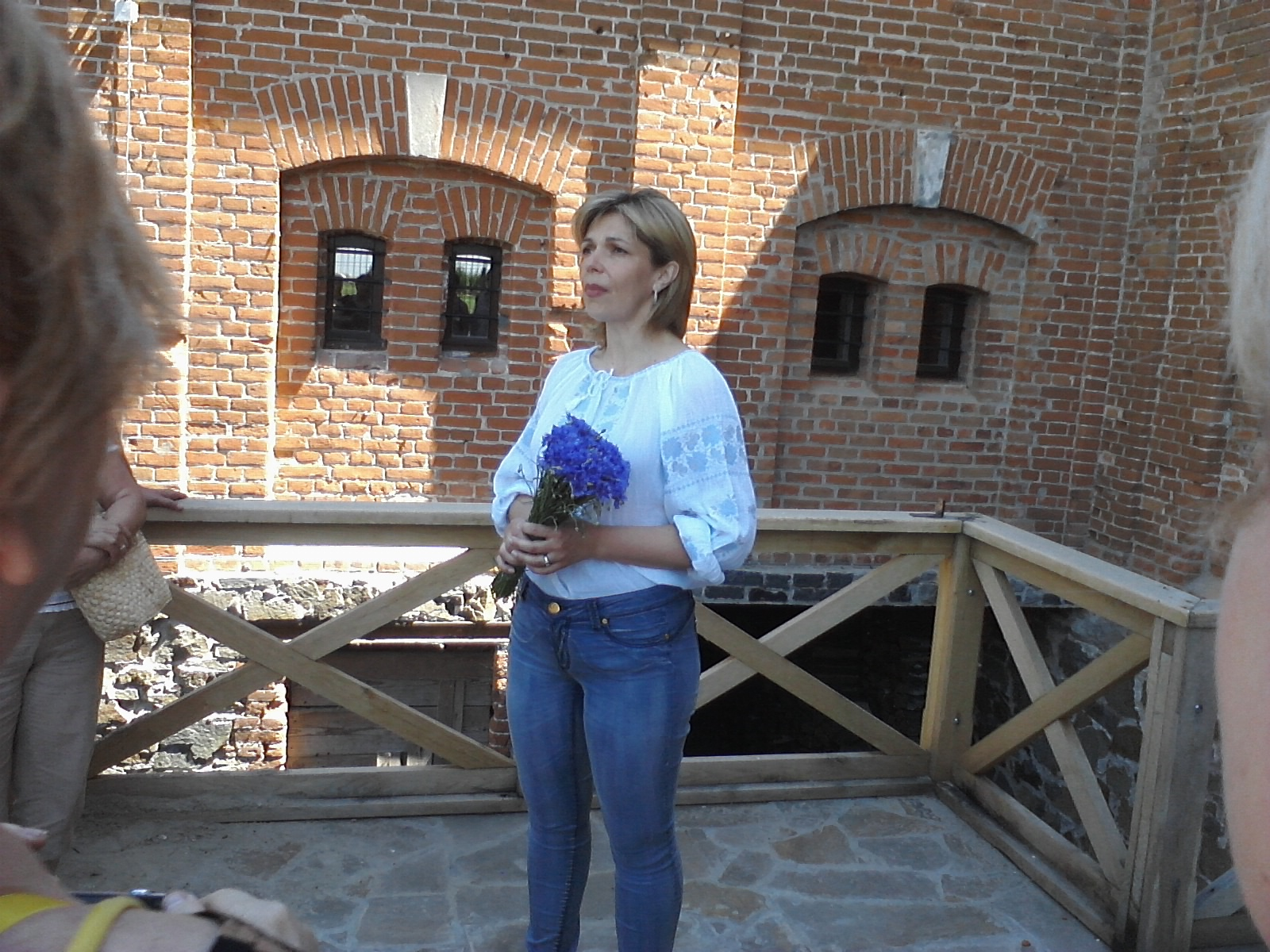
Українська лікарка і співачка Ольга Богомолець — одна з Тихоцьких

Прямим нащадком одного з ініціаторів заснування Харківського університету Якова Тихоцького і учасника Кримської війни Сергія Тихоцького є відома українська лікарка, співачка і громадський діяч Ольга Вадимівна Богомолець (нар. 1966).
Її прадід, президент Академії Наук УРСР Олександр Олександрович Богомолець (1881—1946), був одружений з Ольгою Георгіївною Тихоцькою (1891—1956) — онукою Сергія Тихоцького, котрий перебував у шлюбі з Серафимою Петрівною Рікорд (до 1824 — між 1877 і 1879), донькою Петра Івановича Рікорда (1776—1855) — повного адмірала російського флоту, одного із співзасновників Російського географічного товариства.
Старша сестра Ольги — Софія Георгіївна Тихоцька (1878—1947) була одружена з двоюрідним братом академіка Олександра Богомольця — генерал-хорунжим Української Держави Вадимом Михайловичем Богомольцем (1878—1936), автором першого українського закону про цивільний і військовий флот УНР.
Володимир Андрійович Тихоцький (1862 — після 1917) — підполковник Окремого корпусу прикордонної сторожі, чоловік Зинаїди Ахочинської (1861—1933)?,художниці-аматорки, чий талант цінував письменник Микола Лєсков, який навіть замовляв їй ілюстрації до своїх оповідань.
Тихоцьких пов'язують також родинні стосунки з багатьма дворянськими родами Російської імперії. Серед них — Беклемішеви, Богуславські, Данилевські, Двигубські, Кагадеєви, Коростовцеви, Красильникови, Плєщеєви, Раєвські, Розальйон-Сошальські, Стеблин-Каменські, Стеткевичі, Феніни, князі Шаховські, Язикови тощо.